# Безенгі (альптабір)

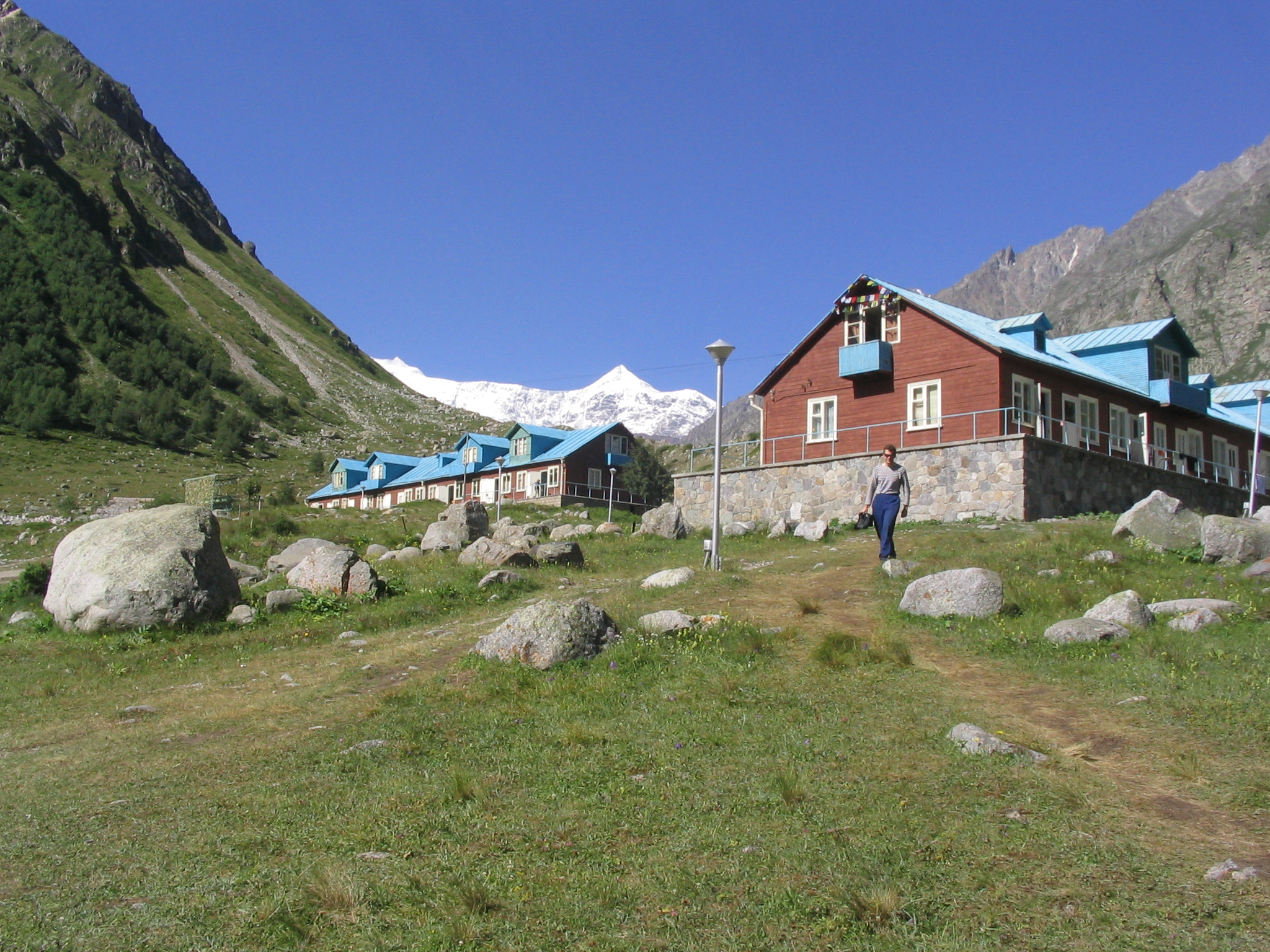
Безенгі (альптабір). На задньому плані Безенгійська стіна, г. Гестола. Вид з мосту через річку Кундюм-Міжіргі.

Безенгі (альптабір) — альпіністська навчально-спортивна база в Безенгійській ущелині  (Кавказ).
База знаходиться орографічно праворуч Безенгійського льодовика, дещо нижче його язика, біля підніжжя піка Брно. Висота бази - 2500 м.
Альптабір  створено у 1959 р. Сьогодні на базі є їдальня, крамниця, кафе, баня, котеджі з дерев'яними будиночками, номера на 2-5 місць, наметове містечко.
Традиційне місце стоянки (ночівлі) альпіністів та гірських туристів, які прямують ущелиною до Безенгійської стіни.